# Observatori de la Llengua Catalana
L'Observatori de la Llengua Catalana (OLC) és una federació independent creat el 2004 per iniciativa d'entitats cíviques i culturals d'arreu dels Països Catalans, sota l'impuls de l'escriptor Josep Romeu i Bisbe. És una barreja de lobby i think tank de setze organismes de tots els Països Catalans per tal de fer seguiment i avaluació de l'ús social i del marc legal en què es desenvolupa el català, que formen allò que s'anomena la «militància lingüística». Endemés de les associacions membres, gaudeix del suport de l'Institut d'Estudis Catalans, de la Xarxa d'Universitats Institut Joan Lluís Vives i de TV3.
L'Observatori té com a objectius de ser una veu autoritzada i amb rigor acadèmic, referent tècnic en la defensa del català a tots els nivells, que, entre d'altres, avalua la situació i l'evolució de l'ús social del català en tots els àmbits, elabora i difòn informes sobre la situació de la llengua, vetlla l'aplicació de la llei per administracions o entitats catalanes. Es coordina amb organismes similars a l'Estat espanyol pel compliment de la Carta Europea de les Llengües Regionals o Minoritàries. El 2011 va deposar un informe a Tribunal Europeu de Drets Humans d'Estrasburg al qual denuncia l'Estat espanyol per no incomplir aquesta Carta Europea.
Des del 2005, l'Observatori edita l’Informe sobre la situació de la llengua catalana, un estudi recurrent i exhaustiu sobre l'evolució de l'ús social de la llengua en col·laboració amb l'Institut d'Estudis Catalans (IEC), considerat per Joandomenec Ros, president de l'IEC com una informació d'alt rigor científic i acadèmic que permet fer una reflexió crítica sobre l'evolució del catala. En la discussió preliminària a la redacció de l'Estatut de 2006 va proposar un article per tal d'encarregar la Generalitat de Catalunya amb la missió de protegir la unitat de la llengua amb «els altres pobles amb els quals constitueix una mateixa comunitat lingüística», una proposició que no va ser mantinguda.

## Composició
Membres
- Associació de Juristes en Defensa de la Llengua Pròpia
- Acció Cultural del País Valencià
- Òmnium Cultural
- Centre Internacional Escarré per a les Minories Ètniques i Nacionals (Ciemen)
- Centre Unesco de Catalunya
- Casal Jaume I de Fraga
- Casal Jaume I de Perpinyà
- Comitè de Seguiment de la Declaració Universal de Drets Lingüístics
- Consell dels Il·lustres Col·legis d'Advocats de Catalunya
- Cultural Nord (Perpinyà)
- Fundació Congrés de Cultura Catalana
- Institut Linguapax
- Obra Cultural Balear
- Plataforma per la Llengua
- Òmnium Cultural de l'Alguer
- Organització pel Multilingüisme[8]

Comissió d'experts
La Comissió d'experts consta de 24 membres, dels que n'és coordinador Bartomeu Colom Pastor, de la Universitat de les Illes Balears. Altres membres de la Comissió són Manuel Alcaraz i Ramos, Jordi Argelaguet i Argemí, Albert Bastardas i Boada, Gabriel Bibiloni i Canyelles, Emili Boix, Albert Branchadell i Gallo, Teresa Cabré i Castellví, Santi Castellà i Sorribas, Alfons Esteve i Gómez, Francesc Esteve, Francesc Xavier Lamuela García, Isidor Marí Mayans, Joan Martí i Castell, Antoni Milian i Massana, Antoni Mirambell i Abancó, Josep Ochoa i Monzó, Eva Pons i Parera, Joan Ramon Soler i Durany, Miquel Strubell i Trueta, Mercè Teodoro i Peris, Ignasi Vila i Mendiburu i Xavier Vila i Moreno i Rafael Xambó i Olmos.

## Unes publicacions destacades
- Quan els turistes diuen sí a la llengua catalana Arxivat 2014-01-04 a Wayback Machine., Generalitat de Catalunya i Observatori de la Llengua Catalana, 2005
- Miquel Àngel Pradilla i Cardona & Natxo Sorolla Vidal, Informe sobre la situació de la llengua catalana, Arxivat 2013-01-23 a Wayback Machine., Barcelona, Institut d'Estudis Catalans & Observatori de la Llengua Catalana, 2011, 161 pàgines
- Ester Pascual i Rubio & Toni Jaimez i Zamora, El Tractament de la llengua catalana als llibres de text de secundāria: informe sobre el tractament de la llengua catalana als llibres d'Ensenyament Secundari Obligatori (ESO) de l'Estat espanyol, Volum 10 de Dossiers de l'Observatori de la Llengua Catalana, Barcelona, Observatori de la Llengua Catalana, 2006, 96 pàgines, ISBN 9788460981435